# Morinda panamensis
Morinda panamensis är en måreväxtart som beskrevs av Berthold Carl Seemann. Morinda panamensis ingår i släktet Morinda och familjen måreväxter. Inga underarter finns listade i Catalogue of Life.